# ديمار ستيوارت
ديمار ستيوارت (بالإنجليزية: Demar Stewart)‏ هو لاعب كرة قدم جامايكي في مركز الدفاع، ولد في 15 ديسمبر 1984 في جامايكا. شارك مع منتخب جامايكا لكرة القدم. أما مع النوادي، فقد لعب مع أورلاندو سيتي وشيفيلد يونايتد ونادي بورتمور يونايتد.